# Canton de Saint-Hilaire-du-Harcouët
Le canton de Saint-Hilaire-du-Harcouët est une division administrative française, située dans le département de la Manche et la région Normandie.
À la suite du redécoupage cantonal de 2014, les limites territoriales du canton sont remaniées. Le nombre de communes du canton passe de douze à vingt-sept, puis à vingt-et-une après la création des communes nouvelles de Saint-Hilaire-du-Harcouët, Buais-Les-Monts et Grandparigny, et à quinze après celle de Saint-James.

## Histoire
De 1833 à 1848, les cantons d'Isigny et de Saint-Hilaire-du-Harcouët avaient le même conseiller général. Le nombre de conseillers généraux était limité à trente par département.
Par décret du 25 février 2014, le nombre de cantons du département est divisé par deux, avec mise en application aux élections départementales de mars 2015. Le canton de Saint-Hilaire-du-Harcouët est conservé et s'agrandit. Il passe de douze à vingt-sept communes.

## Représentation

### Conseillers d'arrondissement (de 1833 à 1940)
Le canton de Saint-Hilaire-du-Harcouët avait deux conseillers d'arrondissement.
Il appartenait à l'arrondissement de Mortain jusqu'à sa disparition en 1926.
| Période                                  | Période      | Identité                                   | Étiquette       | Qualité |
| ---------------------------------------- | ------------ | ------------------------------------------ | --------------- | --- |
| 1833                                     | 1836         | Gabriel-Joseph Laumondais                  | Libéral         | Avocat à Saint-Hilaire-du-Harcouët                                                                          |
| 1833                                     | 1836         | Jacques François Le Bel (1786-1861)        |                 | Avocat, propriétaire à Saint-Hilaire-du-Harcouët                                                            |
| 1836                                     | 1842         | Jean Marie Pierre Brindejonc de Bermingham |                 | Propriétaire à Martigny                                                                                     |
| 1836                                     | 1848         | Isidore André Roullin (1793-1886)          |                 | Médecin, maire de Saint-Hilaire                                                                             |
| 1842                                     | 1848         | Isidore Julien Jean Raulin (1797-1878)     |                 | Manufacturier (marchand drapier) à Saint-Hilaire                                                            |
|                                          |              |                                            |                 | |
|                                          |              | Henri Malval                               | RG              | Propriétaire, maire du Mesnillard                                                                           |
| 1919                                     |              | Rémy Gautier                               |                 | Maire de Saint-Martin-de-Landelles                                                                          |
| 1919                                     | 1938 (décès) | Victor Vadaine (1871-1938)                 | Républicain     | Maire de Virey (1912-1935)                                                                                  |
| 1934                                     | 1940         | Honoré Leprieur (1880-1943)                | Union nationale | Cultivateur, maire de Moulines                                                                              |
| septembre 1938                           | 1940         | Auguste Gautier (1886-1949)                | PSF             | Médecin à Saint-Hilaire-du-Harcouët                                                                         |
| 1940                                     |              |                                            |                 | Les conseils d'arrondissement ont été suspendus par la loi du 12 octobre 1940 et n'ont jamais été réactivés |
| Les données manquantes sont à compléter. |              |                                            |                 | |

### Conseillers généraux de 1833 à 2015
| Période | Période | Identité                    | Étiquette              | Qualité |
| ------- | ------- | --------------------------- | ---------------------- | --- |
| 1833    | 1842    | Louis Lerebours-Pigeonnière |                        | Juge de paix |
| 1842    | 1851    | Gabriel-Joseph Laumondais   | Libéral Gauche         | Avocat, juge de paix, ancien conseiller d'arrondissement, propriétaire à Saint-Hilaire-du-Harcouët, député (1848-1849)                         |
| 1852    | 1883    | Hippolyte Bréhier           | Droite                 | Avocat puis manufacturier, maire de Saint-Hilaire-du-Harcouët                                                                                  |
| 1883    | 1907    | Alfred Lefresne             | Républicain            | Avocat, conseiller à la Cour de Paris |
| 1907    | 1940    | Gustave Guérin              | URD                    | Pharmacien, député (1919-1936), sénateur (1936-1941), maire de Saint-Hilaire-du-Harcouët (1941-1944), nommé conseiller départemental en 1943   |
|         |         |                             |                        | |
| 1945    | 1964    | Daniel Cuche                | DVG (ex-SFIO) puis DVD | Chirurgien, maire de Saint-Hilaire-du-Harcouët (1945-1959), président du conseil général (1945-1946)                                           |
| 1964    | 1982    | Paul Guinebault             | DVD puis UDF-PR        | Notaire, maire de Saint-Hilaire-du-Harcouët (1964-1982)                                                                                        |
| 1982    | 2008    | Michel Ganné                | UDF                    | Technicien agricole, contrôleur laitier, inséminateur, maire de Saint-Hilaire-du-Harcouët (1983-2008), suppléant du député Jean-Claude Lemoine |
| 2008    | 2015    | Jacky Bouvet                | DVD                    | Agent de maîtrise Maire de Saint-Martin-de-Landelles (2001-2016)                                                                               |

Le canton participe à l'élection du député de la deuxième circonscription de la Manche, avant et après le redécoupage des circonscriptions pour 2012.

### Conseillers départementaux à partir de 2015
| Période élective | Période élective | Mandat | Mandat   | Identité              | Nuance | Nuance | Qualité |
| ---------------- | ---------------- | ------ | -------- | --------------------- | ------ | ------ | --- |
| 2015             | 2021             | 2015   | 2021     | Jacky Bouvet          |        | DVD    | Premier vice-président du conseil départemental (depuis 2021) Maire de Saint-Hilaire-du-Harcouët (depuis 2020) Président du SDIS Ancien maire délégué de Saint-Martin-de-Landelles (2016-2020) Ancien maire de Saint-Martin-de-Landelles (2001-2016) |
| 2015             | 2021             | 2015   | 2021     | Carine Grasset-Mahieu |        | LR     | Enseignante Maire de Saint-James (2017-2020) |
| 2021             | 2028             | 2021   | en cours | Jacky Bouvet          |        | DVD    | Premier vice-président du conseil départemental (depuis 2021) Maire de Saint-Hilaire-du-Harcouët (depuis 2020) |
| 2021             | 2028             | 2021   | en cours | Carine Grasset-Mahieu |        | LR     | Conseillère municipale de Saint-James (depuis 2020) |

### Résultats détaillés

#### Élections de mars 2015
Lors des élections départementales de 2015, le binôme composé de Jacky Bouvet et Carine Mahieu (DVD) est élu au premier tour avec 72,88 % des suffrages exprimés, devant le binôme composé de Gérard Laisne et Wieslawa Pazderska (FN) (27,12 %). Le taux de participation est de 52,67 % (7 780 votants sur 14 770 inscrits) contre 50,67 % au niveau départemental et 50,17 % au niveau national.

#### Élections de juin 2021
Le premier tour des élections départementales de 2021 est marqué par un très faible taux de participation (33,26 % au niveau national). Dans le canton de Saint-Hilaire-du-Harcouët, ce taux de participation est de 35,1 % (5 051 votants sur 14 391 inscrits) contre 32,67 % au niveau départemental. À l'issue de ce premier tour, deux binômes sont en ballottage : Jacky Bouvet et Carine Grasset-Mahieu (DVD, 49,53 %) et Marylène Evrard et Bertrand Heudes (DVC, 38,95 %).
Le second tour des élections est marqué une nouvelle fois par une abstention massive équivalente au premier tour. Les taux de participation sont de 34,36 % au niveau national, 32,63 % dans le département et 36,77 % dans le canton de Saint-Hilaire-du-Harcouët. Jacky Bouvet et Carine Grasset-Mahieu (DVD) sont élus avec 53,22 % des suffrages exprimés (2 650 voix pour 5 295 votants et 14 400 inscrits),,.

## Composition

### Composition avant 2015

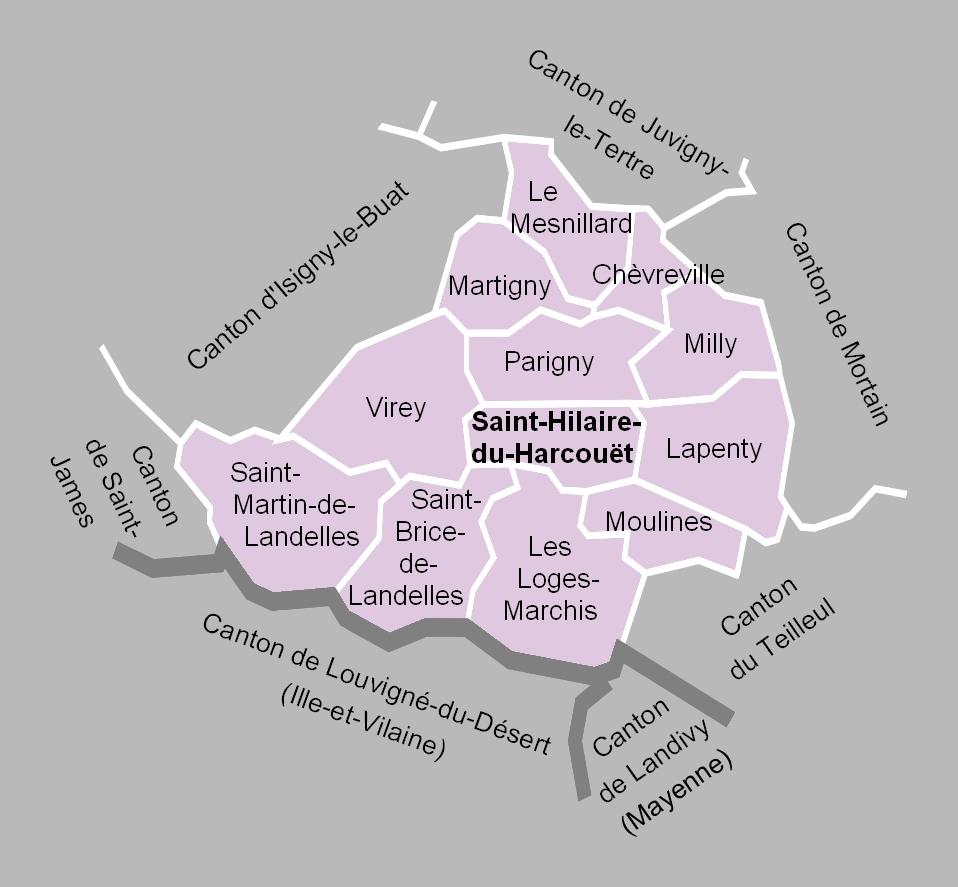
La carte des communes du canton. Les cantons limitrophes étaient ceux d'Isigny-le-Buat, de Juvigny-le-Tertre, de Mortain, du Teilleul, de Landivy, de Louvigné-du-Désert et de Saint-James.

Situation de l'ancien territoire du canton dans l'arrondissement d'Avranches.

Le canton de Saint-Hilaire-du-Harcouët regroupait douze communes.
| Nom                                   | Code Insee | Codepostal | Superficie (km2) | Population (dernière pop. légale) | Densité (hab./km2) |
| ------------------------------------- | ---------- | ---------- | ---------------- | --------------------------------- | ------------------ |
| Saint-Hilaire-du-Harcouët (chef-lieu) | 50P24      | 50600      | 10,12            | 4 036 (2009)                      | 399                |
| Chèvreville                           | 50133      | 50600      | 4,45             | 203 (2010)                        | 46                 |
| Lapenty                               | 50263      | 50600      | 14,89            | 416 (2012)                        | 28                 |
| Les Loges-Marchis                     | 50274      | 50600      | 19,78            | 1 018 (2012)                      | 51                 |
| Martigny                              | 50293      | 50600      | 8,89             | 317 (2010)                        | 36                 |
| Le Mesnillard                         | 50315      | 50600      | 9,75             | 280 (2012)                        | 29                 |
| Milly                                 | 50329      | 50600      | 9,65             | 342 (2010)                        | 35                 |
| Moulines                              | 50362      | 50600      | 7,41             | 299 (2012)                        | 40                 |
| Parigny                               | 50391      | 50600      | 11,62            | 1 806 (2009)                      | 155                |
| Saint-Brice-de-Landelles              | 50452      | 50730      | 14,77            | 681 (2012)                        | 46                 |
| Saint-Martin-de-Landelles             | 50515      | 50730      | 19,91            | 1 190 (2010)                      | 60                 |
| Virey                                 | 50644      | 50600      | 16,94            | 1 032 (2009)                      | 61                 |

À la suite du redécoupage des cantons pour 2015, toutes les communes sont à nouveau rattachées au canton de Saint-Hilaire-du-Harcouët auquel s'ajoutent les douze communes du canton de Saint-James et trois communes du canton du Teilleul.
Le canton n'incluait aucune ancienne commune sur son territoire antérieur à 2015.

### Composition après 2015
À sa création, en 2015, le canton de Saint-Hilaire-du-Harcouët comprenait vingt-sept communes.
À la suite de la création le 1er janvier 2016 des communes nouvelles de Buais-Les-Monts, de Grandparigny, de Saint-Hilaire-du-Harcouët, et le 1er janvier 2017 de la celle de Saint-James, il n'en comprend plus que quinze.
| Nom                                               | Code Insee | Intercommunalité               | Superficie (km2) | Population (dernière pop. légale) | Densité (hab./km2) | Modifier                                    |
| ------------------------------------------------- | ---------- | ------------------------------ | ---------------- | --------------------------------- | ------------------ | ------------------------------------------- |
| Saint-Hilaire-du-Harcouët (bureau centralisateur) | 50484      | CA Mont-Saint-Michel-Normandie | 46,97            | 5 735 (2022)                      | 122                | modifier les données · modifier les données |
| Buais-Les-Monts                                   | 50090      | CA Mont-Saint-Michel-Normandie | 24,73            | 612 (2022)                        | 25                 | modifier les données · modifier les données |
| Grandparigny                                      | 50391      | CA Mont-Saint-Michel-Normandie | 34,61            | 2 623 (2022)                      | 76                 | modifier les données · modifier les données |
| Hamelin                                           | 50229      | CA Mont-Saint-Michel-Normandie | 2,46             | 109 (2022)                        | 44                 | modifier les données · modifier les données |
| Lapenty                                           | 50263      | CA Mont-Saint-Michel-Normandie | 14,89            | 382 (2022)                        | 26                 | modifier les données · modifier les données |
| Les Loges-Marchis                                 | 50274      | CA Mont-Saint-Michel-Normandie | 19,78            | 1 028 (2022)                      | 52                 | modifier les données · modifier les données |
| Le Mesnillard                                     | 50315      | CA Mont-Saint-Michel-Normandie | 9,75             | 251 (2022)                        | 26                 | modifier les données · modifier les données |
| Montjoie-Saint-Martin                             | 50347      | CA Mont-Saint-Michel-Normandie | 7,49             | 250 (2022)                        | 33                 | modifier les données · modifier les données |
| Moulines                                          | 50362      | CA Mont-Saint-Michel-Normandie | 7,41             | 281 (2022)                        | 38                 | modifier les données · modifier les données |
| Saint-Aubin-de-Terregatte                         | 50448      | CA Mont-Saint-Michel-Normandie | 20,96            | 651 (2022)                        | 31                 | modifier les données · modifier les données |
| Saint-Brice-de-Landelles                          | 50452      | CA Mont-Saint-Michel-Normandie | 14,77            | 651 (2022)                        | 44                 | modifier les données · modifier les données |
| Saint-James                                       | 50487      | CA Mont-Saint-Michel-Normandie | 86,41            | 4 966 (2022)                      | 57                 | modifier les données · modifier les données |
| Saint-Laurent-de-Terregatte                       | 50500      | CA Mont-Saint-Michel-Normandie | 16,35            | 645 (2022)                        | 39                 | modifier les données · modifier les données |
| Saint-Senier-de-Beuvron                           | 50553      | CA Mont-Saint-Michel-Normandie | 11,21            | 329 (2022)                        | 29                 | modifier les données · modifier les données |
| Savigny-le-Vieux                                  | 50570      | CA Mont-Saint-Michel-Normandie | 17,16            | 402 (2022)                        | 23                 | modifier les données · modifier les données |
| Canton de Saint-Hilaire-du-Harcouët               | 5021       |                                | 334,95           | 18 915 (2022)                     | 56                 | modifier les données                        |

## Démographie

### Démographie avant 2015
| 1962   | 1968   | 1975   | 1982   | 1990   | 1999   | 2006   | 2011   | 2012   |
| ------ | ------ | ------ | ------ | ------ | ------ | ------ | ------ | ------ |
| 11 705 | 12 293 | 12 438 | 12 201 | 11 688 | 11 522 | 11 613 | 11 652 | 11 649 |

### Démographie depuis 2015
En 2022, le canton comptait 18 915 habitants, en évolution de −3,39 % par rapport à 2016 (Manche : −0,31 %, France hors Mayotte : +2,11 %).
| 2013   | 2018   | 2022   |
| ------ | ------ | ------ |
| 19 751 | 19 131 | 18 915 |